# Neotanais pfaffi
Neotanais pfaffi är en kräftdjursart som beskrevs av Wolff 1956. Neotanais pfaffi ingår i släktet Neotanais och familjen Neotanaidae. Inga underarter finns listade i Catalogue of Life.